# Großer Spektesee
Der Große Spektesee (Ausspracheⓘ) ist ein ehemaliger Kiesteich und Teil des Spektegrünzugs im Berliner Ortsteil Falkenhagener Feld im Bezirk Spandau.

## Beschreibung
Namensgebend für den See war die Spekte, die einst als kleiner Bach in den
Feuchtgebieten des Havellandes entsprang und bei Spandau in die Havel mündete. In dem Gebiet wurde in den 1960er Jahren Kies zur Baustoffgewinnung abgebaut. Hierdurch entstanden entlang der Spekteniederung unter anderem die Spektelake und 1984 der Große Spektesee. Dieser war bis 1978 als Kiesteich genutzt worden. Die Seen wurden im Zuge einer Renaturierung mit Mitteln aus Ausgleichszahlungen der Deutschen Bahn 2003 in einen Grünzug integriert.
Der See ist rund sieben Hektar groß und bis zu 11,9 m tief. Seine Ufer stellen mit 28,1 m ü. NHN die tiefste Stelle Berlins dar. Bis heute sind zum Teil noch nicht standfeste und steile Unterwasserböschungen vorhanden, darüber hinaus wurde in den 1970er Jahren zum Teil unbekanntes Baumaterial aus dem Straßen- und U-Bahn-Bau verfüllt. Außerdem liegt der See im Grundwassereinzugsbereich des Wasserwerks in Spandau. Dies verhinderte bis 2016 eine offizielle Nutzung als Badesee. Dennoch wurde das Gewässer von den Anwohnern als Erholungsfläche genutzt. Der Senat beschloss daher, im Zuge des Stadumbaus Ost und West eine offizielle Nutzung des Geländes zu ermöglichen. Eine derartige Verwendung war durch Gutachten aus dem Jahr 2011 bestätigt worden. 2016/2017 wurde der Seegrund in der an die Liegewiese angrenzenden Badebucht vom Bauschutt geräumt und eine Nichtschwimmerzone eingerichtet, die durch einen Unterwasserwall vor dem Abrutschen gesichert ist. Neuanpflanzungen in bestehenden Biotopen sollen die Wasserqualität verbessern.